# توکی، گیفو
۳۵°۲۱′ شمالی ۱۳۷°۱۱′ شرقی / ۳۵٫۳۵۰°شمالی ۱۳۷٫۱۸۳°شرقی
توکی در استان گیفو در کشور ژاپن واقع شده‌است  که دارای جمعیت ۶۱٬۳۹۳ نفر و مساحت ۱۱۶٫۰۱ کیلومتر مربع با تراکم جمعیت ۵۲۹  نفر در کیلومترمربع است و در تاریخ ۱ فوریه ۱۹۵۵ به عنوان شهر شناخته شد.